# Dolina Lalek: Tribute to Kryzys vol. 1
Dolina Lalek: Tribute to Kryzys vol. 1 – tribute album poświęcony zespołowi Kryzys wydany w 2003 przez wytwórnię Manufaktura Legenda.
Grafikę na okładce zatytułowaną „Nigdy więcej wojny” zaprojektował malarz i rysownik  Wilhelm Sasnal. Był on także twórcą grafik ilustrujących książeczkę dołączoną do płyty CD. 
Album ukazał się pod patronatem kampanii społecznej „Muzyka Przeciwko Rasizmowi” Stowarzyszenia „Nigdy Więcej”.

## Lista utworów
1. Świetlicki/Non Stop – „Małe psy” – 2:17
2. Ił-62 – „Armageddon” – 4:37
3. Karpaty Magiczne – „Mam dość” – 4:42
4. Trawnik – „Telewizja” – 2:24
5. Pustki – „Święty szczyt” – 3:40
6. Fusy – „Wojny Gwiezdne” – 4:11
7. Alians – „Ambicja” – 4:15
8. Strefa Zagrożenia – „Mam dość” – 3:23
9. ID – „Rubinowe Szkło” – 2:29
10. Pidżama Porno – „Święty szczyt” – 3:09
11. Mc Glennski – "Medley” – 4:37
12. Happy Pills – „Telewizja” – 4:26
13. The Band Of Endless Noise – „Król Much” – 5:04
14. Partia – "Mam dość" – 1:38
15. Ssaki – „Małe psy” – 4:20
16. Olaff – „Wojny gwiezdne” – 2:49
17. Karate Kid 157 – „Święty szczyt” – 1:04
18. Dezerter – „Dolina Lalek” – 2:25
19. PDS – „Armageddon” – 1:40